# Cría de caballos en Francia
La cría de caballos en Francia es una práctica conocida desde la época celta. Vinculado al prestigio político, la eficacia militar y la necesidad de obtener animales de trabajo diario, pasó de manos de los señores y monasterios adinerados de la Edad Media a los reyes franceses, pasando por Luis XIV y Colbert para controlar la crianza privada. Su historia está estrechamente relacionada con las actividades y necesidades humanas de cada época, que va de la mano con la aparición o desaparición de tipos específicos de caballos (caballos de guerra, trabajo, carruaje, tiro, carreras, deporte...) según sus usos y necesidades. La caballería y el transporte de personas y materiales, en particular, son las dos principales motivaciones de esta cría. Si bien la reputación de los caballos de trabajo franceses, y especialmente la del Percheron, es conocida en todo el mundo, el caballo de montar militar es deja mucho que desear. La organización de la cría y la creación de libros genealógicos de razas solo data de finales del siglo XIX.
La motorización y el progreso de la agricultura retrasaron en gran medida a la ganadería en el siglo XX. Con el desarrollo de nuevas técnicas que llevaron al final los usos militares y utilitarios del caballo, los criadores solo tenían cuatro salidas principales. La cría para las carreras de caballos, en donde esta se centra principalmente en Purasangres y Trotones franceses, siendo estos últimos los más extendidos en el territorio. Algunas personalidades se han forjado un nombre en el campo, como es el caso de Jean-Pierre Dubois. El deporte ecuestre ha revelado algunos atletas equinos de Selle français (Francés de silla) y Anglo-árabes al mundo entero, como lo es el caso de Jappeloup de Luze, quien dio a conocer la calidad de la cría francesa. Por otra parte, las actividades de ocio, e incluso de las de compañía, siguen desarrollándose a pesar de que el número de caballos adaptados sigue siendo reducido; con algunas iniciativas locales exitosas como la del uso de la raza Henson. Por último, la producción de carne es relativa casi de forma fundamental a las razas de tiro para la exportación o el sacrificio de caballos. 1 millón de quinos se contabilizaron en Francia en el 2017. A medida que las ganaderías nacionales se desvinculaban gradualmente de su larga supervisión histórica sobre la cría privada, las numerosas reformas en el sector finalmente llevaron, en el 2010, a la creación del Instituto Francés del Caballo y la Equitación (Institut français du cheval et de l'équitation). Sin embargo, la cría francesa ha atravesado una crisis desde la década de 2010.
La cría de caballos ha sido totalmente agrícolas desde el 2005, y ha estado sujeta a normas relativas a la identificación, venta, elección de técnicas de reproducción y seguimiento de los nacimientos. El estado francés todavía distribuye primas por el nacimiento de potros de razas en peligro de extinción y durante las competiciones de cría o promoción deportiva para caballos jóvenes. Los propios criadores se agrupan en asociaciones, sindicatos y federaciones para defender y promover su actividad. 

## Fuentes

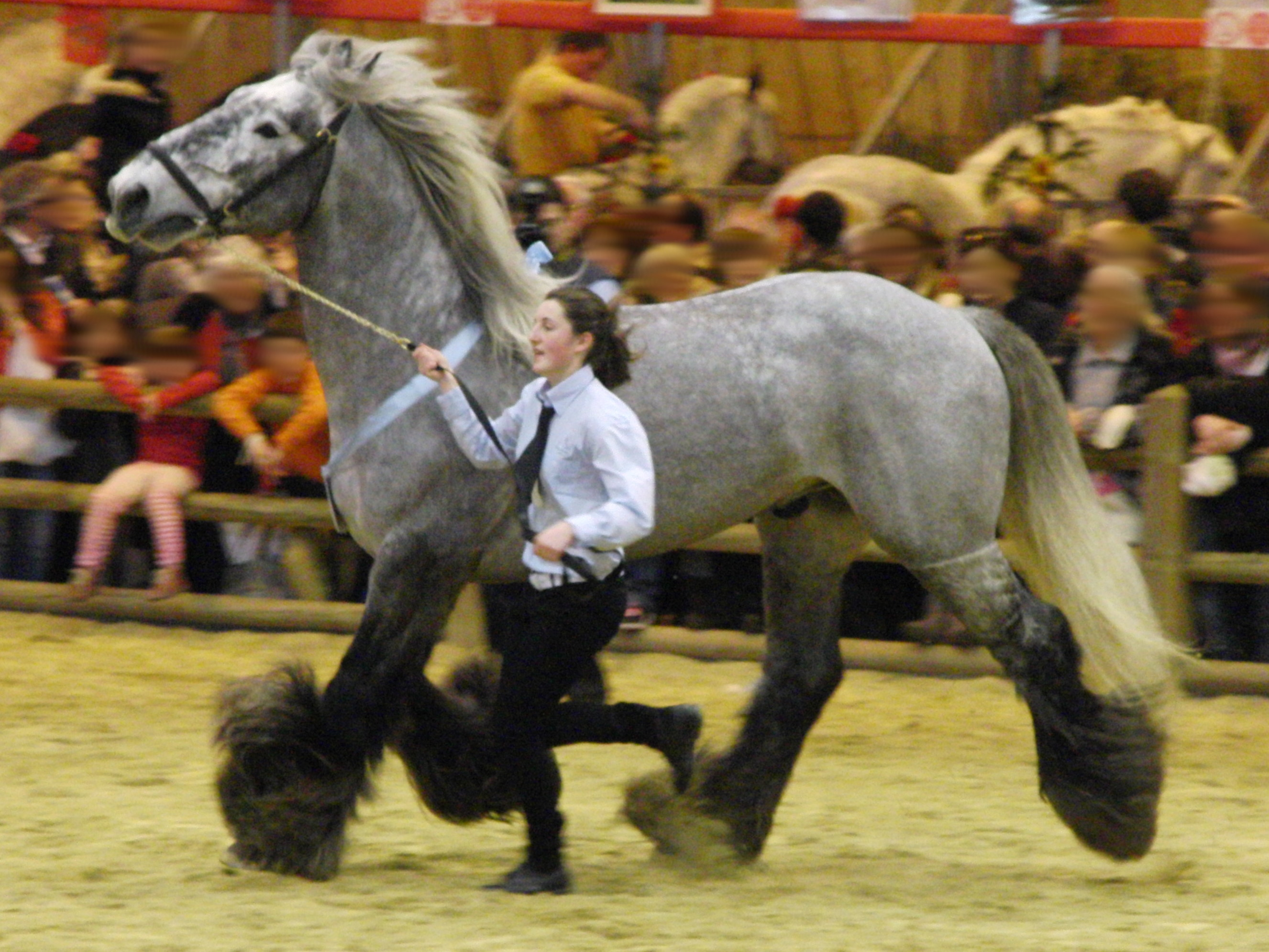
Presentación de un caballo de tiro francés Poitevin en la Exposición Agrícola Internacional de París en el 2012. Estos caballos han estado durante mucho tiempo en el centro de una reconocida industria de mulas.

## Historia
El estatus del caballo en Francia es común para toda Europa Occidental, ya que el dominio del animal atestigua la superioridad de una clase social; siendo esta en particular la de la nobleza y la caballería. Controlar la cría de caballos es un poderoso tema militar y político. Para el historiador Daniel Roche, "la historia del caballo coincide con la de la nación: la influencia de un país de combina con el hecho de tener su propio semental". Por tanto, existe una distinción entre el caballo militar o aristocrático (destinados a torneos, tiovivos, carruajes, oficiales de caza o del ejército) el cual debe ser elegante, y el caballo de trabajo de los campesinos y del pueblo, para quienes la sustancia tiene prioridad sobre la forma. La cría no requiere en principio saber montar a caballo, pero bajo la influencia del deseo de actuar sobre las formas y el carácter de los animales, se establece una selección: "La cría muestra cómo el conocimiento ecuestre se propuso invertir el cuerpo biológico del caballo".
El papel de las ganaderías nacionales es fundamental, ya que esta estructura estatal creada bajo Luis XIV gestionó la población equina francesa hasta principios del siglo XXI, especialmente en lo que respecta la aprobación o autorización de los sementales reproductores según sus cualidades. Las propias ganaderías han criado sementales de diferentes razas; en particular, caballos de tiro y deportivos desde finales del siglo XX. Este mismo periodo, al ver el final de los caballos militares y utilitarios, provocó un cambio profundo en la cría y las relaciones con estos animales.  

### Francia, país del caballo de trabajo
Todos los especialistas coinciden en considerar a Francia como un país de cría de caballos de trabajo. Para Denis Bogros, esta orientación se deriva de hábitos sedentarios profundamente arraigados. Se ha desarrollado una cultura de criadores en torno a la explotación muscular del caballo para arar y luego para el transporte, en particular, gracias a la collera; siendo este un hecho observado al menos desde el siglo XII con el uso del volquete. Esta especialización en torno al famoso "caballo de motor" del que habla Daniel Roche conduce a un desarrollo más ágil de las carreteras transitables.
La cría de los campesinos se mantuvo bajo un modelo "salvaje" durante mucho tiempo: las yeguas de cría eran preñadas por sementales que quedaban en la semi-libertad. Se realizaban cambios y selecciones al momento de buscar las yeguas más aptas para el cultivo de la tierra. Sin embargo, las nuevas razas no surgieron hasta el siglo XIX, contrariamente a la opinión popular generalizada. Estas nuevas razas, que constituyen un patrimonio único en el mundo por su diversidad y la selección realizada por criadores franceses, fueron propuestas en el año 2008 a la Lista del Patrimonio Mundial de la UNESCO, a lo cual, probablemente no se le ha dado seguimiento. 
Los buenos caballos de monta son raros y caros en el país, y se producen casi exclusivamente alrededor de Tarbes (Navarrin, Anglo-árabe) y el Limousin. En tiempo de paz, el ejército se abastecía principalmente en Alemania y los Países Bajos. Según el coronel Denis Bogros: "Hasta 1762, el rey y el estado a menudo tenían que intervenir en la compra de las monturas a favor de la producción del caballo de silla, pero los propios criadores abusaban de estas ayudas". Un gran número de derrotas de la caballería francesa serían atribuibles, no a los hombres, sino a la mala calidad de los caballos de tropa franceses, los cuales estaban más adaptados a la cultura del terreno que a las exigencias militares.

### Antigüedad

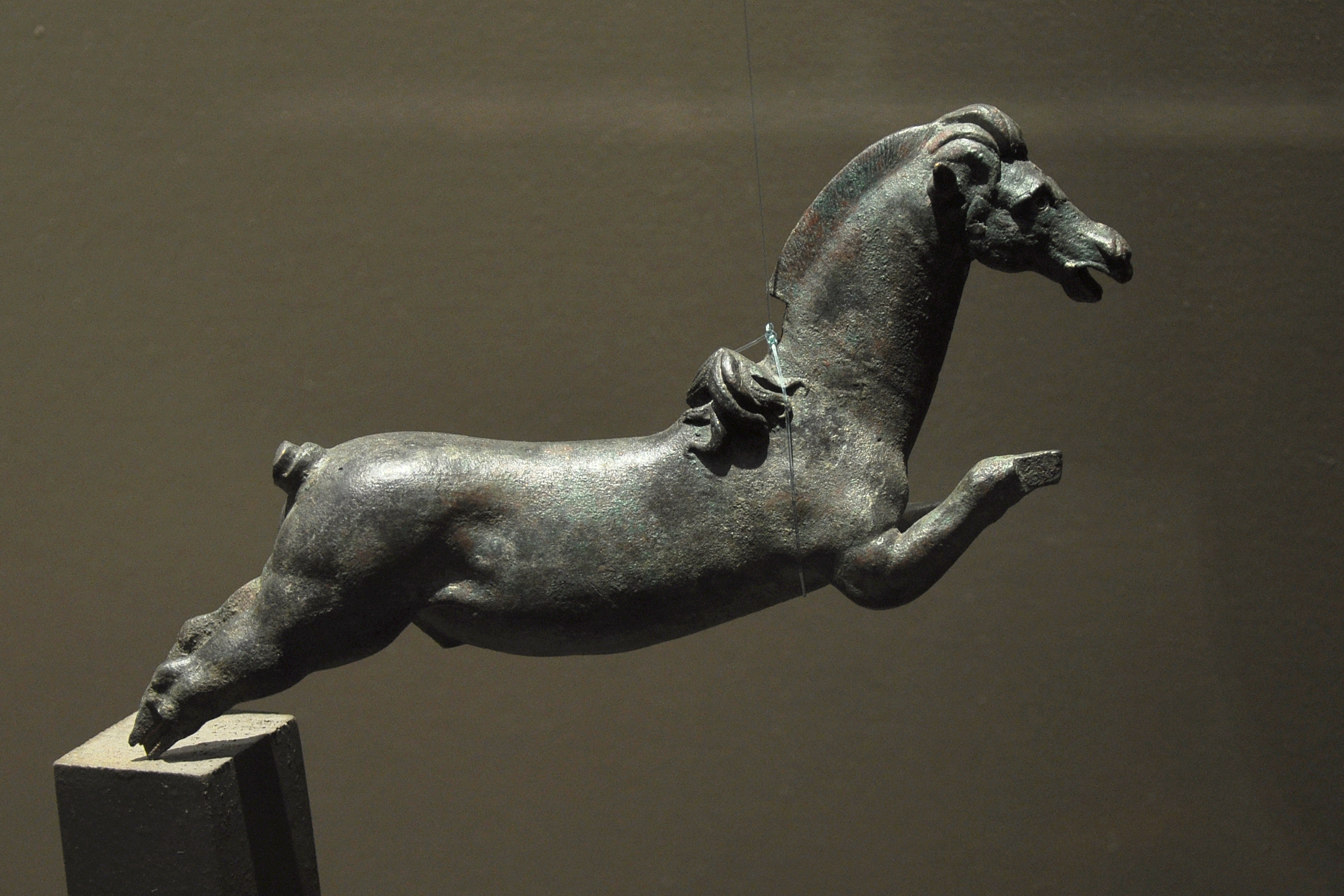
Estatuilla galorromana de un caballo en el Museo de Évreux.

Las poblaciones humanas presentes en el territorio de la futura Francia llevaban al menos 450,000 años cazando caballos salvajes. El caballo doméstico se introdujo en la Galia desde Europa del Este durante la Edad del Bronce. Los celtas, siendo un pueblo de jinetes, practicaban la crianza de manera importante, como lo han demostrado los restos arqueológicos. El caballo en si era un objeto para muchísimos usos. Este parecía ser un objeto para cultos, y no era raro encontrarlo en santuarios o tumbas. El caballo fue una especie que se extendió, pero que se quedó atrás de los demás animales criados en el territorio francés. Los restos de los caballos nunca representan más del 10% de los restos de otros animales domésticos encontrados durante las excavaciones. Estos animales criados por los galos son mucho más pequeños que los que se conocen en la actualidad, midiendo alrededor de 1,3 metros, y mostrando similitudes con el Tarpan; su antepasado más probable.
Se sacrificaban caballos jóvenes (entre 3 y 5 años), lo que sugiere que se consumían por su carne. Los galos probablemente también consumían leche de yegua. Antes de ser sacrificados, estos caballos se utilizaban como montura, o se sometían a tracción, aunque la tracción bovina era la más utilizada. Los caballos tiraban de los carros ligeros, mientras que el arado y los carros más pesados eran reservados para los bueyes. También se utilizaban para la guerra. Los romanos, quienes no estaban acostumbrados a luchar a caballo en el principio, finalmente integraron jinetes extranjeros, y en particular, celtas dentro de sus ejércitos. Después del siglo I d. C. J. -C., la hipofagia retrocedía fuertemente dentro de una sociedad romanizada, siendo muy raro el consumo de caballo en Roma. Esta reapareció en el siglo IV, cuando el Imperio Romano perdió su influencia.

### Edad Media

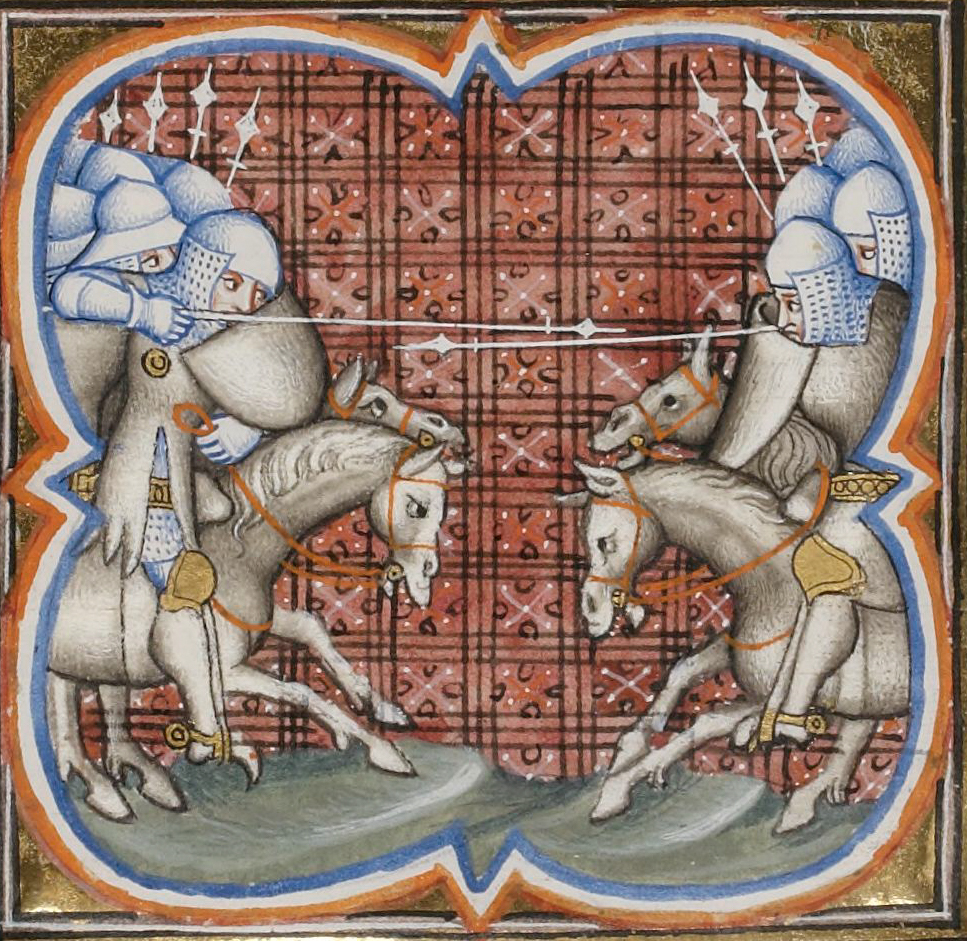
La Batalla de Muret en un manuscrito ilustrado del (Grandes Chroniques de France, BNF, Ms français 2813, fol. 252v.)

La cría de equinos medievales es poco conocida porque las fuentes son escasas. Los comes stabuli (traducido literalmente como: "condes de estable"), bajo Clotario I en el siglo VI, tenían la función de manejar los caballos. En el siglo VII, el reino merovingio aún conservaba al menos un centro de cría activo. El feudalismo convirtió al caballo en el animal de estatus de la nobleza, lo que contribuyó a convertir la hipofagia en un tabú desde la Antigüedad tardía y la Alta Edad Media. El Papa Gregorio III prohibió esta actividad en el mundo cristiano en 732. Ese mismo año, animales de gran valor, con sangre española y oriental, fueron quizás capturados tras la victoria de Carlos Martel sobre el Islam de los omeyas, invasores en la Batalla de Poitiers, y estos fueron agregados al rebaño francés. Sin embargo, este evento también podría relacionarse con el mito histórico. 
Carlomagno, en el siglo VII, decide en sus capítular que hay que ver los potros del año. Durante la Alta Edad Media, los monjes de las abadías desempeñaron el papel más importante. Francia produjo entonces buenos caballos de guerra, lo que algunos investigadores atribuyen su éxito a la sociedad feudal, pero también a la influencia histórica de las tradiciones romanas en la cría preservada por los merovingios. Posteriormente, los cruzados se codean con caballos turcos y árabes, que traen de regreso a Francia una fuerte influencia en el país de Lumousin. Las rutas de importación se crean con España.
Los carolingios aumentaron su número en la caballería pesada, lo que resultó en la toma de tierras (para la producción de forrajes) y un cambio en los tributos recaudados a los vasallos para financiar la cría de caballos de guerra destinados a protegerlos. En el siglo IX, los propietarios de vastas tierras a menudo cabalgaban por los campos en sus caballos, desbastando prados y cultivos. No era raro verlos luego pedir a los campesinos forraje para sus caballos una vez que había llegado el invierno.
El papel de las abadías fue decisivo gracias a los cartularios, los cuales constituyeron la principal fuente escrita de los siglos XI al XIII con la literatura cortesana, aunque no mencionaron la cría de equinos en tierras de la Iglesia. No se excluye que las fuentes utilizadas por los historiadores estuvieran orientadas, pero esta ausencia de mención de la cría por parte de la Iglesia también puede sugerir que los caballos son criados exclusivamente en reservas señoriales, lo que parece ser coherente con su condición de "animal de premio" usado por los señores. Se fomentó la importación de criadores alemanes, holandeses y daneses, la cría privada fue de buena calidad, y cada señor tenía en el corazón el desarrollar en su feudo una cría con fines militares. En el siglo XIII se importaron de Frisia los llamados caballos "nórdicos". A finales de la Edad Media, Auvernia era una importante región de cría y exportaba su producción al Mediterráneo.
La posesión de un caballo por parte de granjeros y campesinos franceses parecía poco frecuente hasta el siglo XI. Los caballos sustituyeron a los bueyes en las granjas siguiendo el desarrollo del collar de caballos, según fuentes iconográficas como el tapiz de Bayeux. La persistencia de ciertas tradiciones populares sugiere que el caballo de trabajo, un animal precioso, era objeto de un atento cuidado por parte de los campesinos medievales, y estaba perfectamente integrado en el círculo familiar, contrariamente a la idea que venían las fuentes de período.

### Tiempos modernos

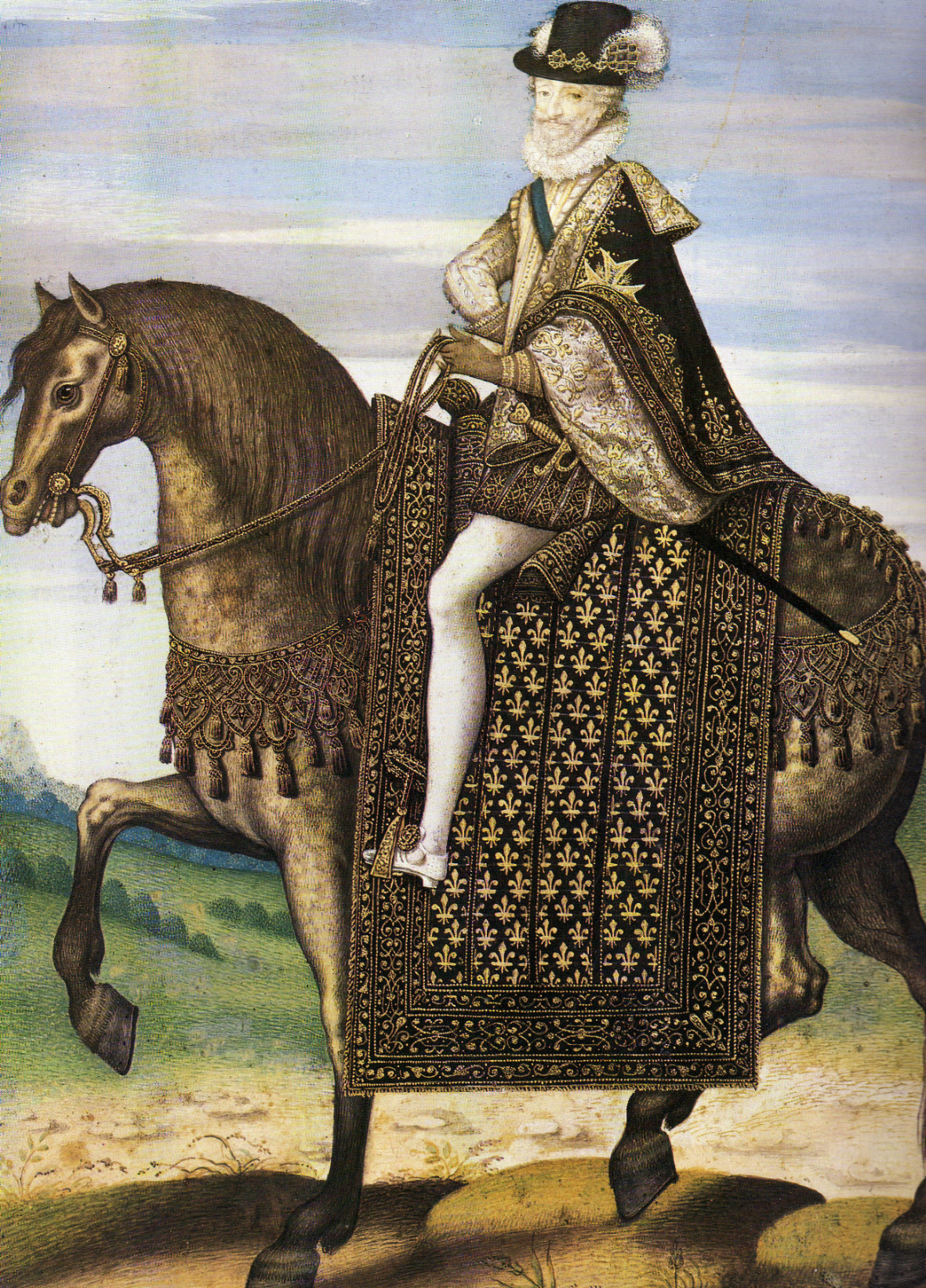
La idea de los sementales nacionales, emitida bajo Enrique IV, se implementa bajo Luis XIV.

La desaparición del feudalismo y de la caballería provocó la concentración de la cría en torno al rey de Francia. El fin de los conflictos armados señoriales después de la Guerra de los Cien Años redujo la necesidad de mantener una granja equina militar. Los usos del caballo se desarrollaron, para lo cual, Luis XI estableció las casas de postas en 1477, donde Luis XII los puso a disposición de los viajeros en 1506. Todas las yeguadas estaban ubicadas en los dominios de los castillos. El número de buenos caballos de guerra disminuía, y las guerras italianas y las guerras de religión no mejoraron la situación. Por eso, a principios del siglo XVI, la escasez de caballos de guerra obligó al país a abastecerse del exterior.

#### De Enrique IV a Luis XIII
El agrónomo Olivier de Serres, al servicio de Enrique IV, informó de la falta de caballos de silla y de tracción rápida en el reino. En 1614, Jean Tacquet recomendó en Haras des Chevaux procurar animales orientales, y en 1626, otros hippiatras y otras personas notables se alarmaron por la cantidad de monturas de guerra importadas. Richelieu arrasó los castillos durante las frondas, los cuales perdieron al mismo tiempo parte de su poder militar, pero tras la desaparición de estas caballerizas, se redujo en la misma cantidad de monturas militares disponibles. Todavía bajo Luis XIII, una memoria anónima aconsejó establecer granjas de sementales en Francia.  Para ese entonces, apareció la noción de selección. La orientación deseada era la de un caballo "bueno y bello", para lo cual la nobleza importó animales de toda Europa sin que se impusiera una raza particular en las provincias francesas, donde estos eran "una multitud".

#### Creación y aplicaciones de ganaderías nacionales bajo Luis XIV

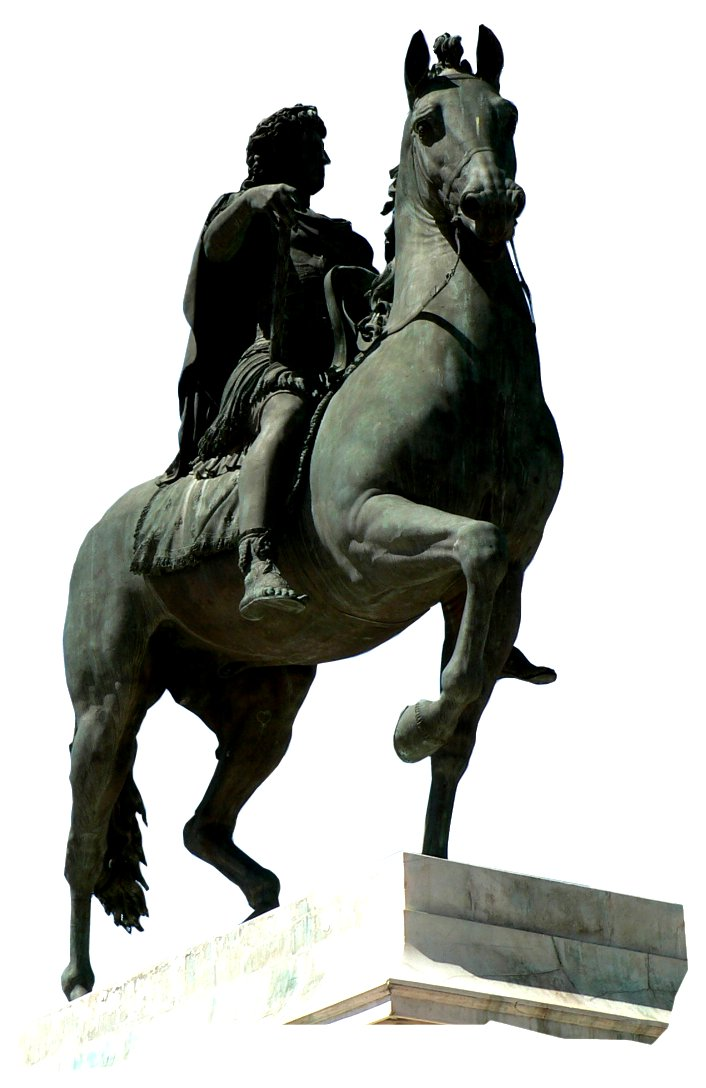
Luis XIV, siendo él mismo un buen jinete, contribuyó en gran medida a hacer del control de la cría de equinos un asunto estatal.

A mediados del siglo XVII, el reino de Francia aún carecía de caballos de guerra para levantar sus tropas: según Denis Bogros, los roussins y los bidés formaban el grueso de los equinos del territorio. Louvois estableció una inspección de la mano de obra y el mantenimiento, con la esperanza de detener las costosas importaciones. Colbert examinó la cuestión en 1663. Publicó un decreto el 17 de octubre de 1665, pero contrariamente a lo que se suele creer, no se trataba de construir las famosas ganaderías nacionales ni de nacionalizar parte de la cría. La ayuda al sector privado, inicialmente, estableció una administración estatal destinada a intervenir.
Su desarrollo bajo Luis XIV es inseparable del absolutismo. Este afectó a toda la sociedad a medida que el estado intentó gradualmente controlar y centralizar la cría. Los criadores privados se sintieron desposeídos. El objetivo de Colbert era el de interesar a los grandes propietarios en la cría. Para ello, se estableció un sistema sencillo: un semental real se confío gratuitamente al sementalista de una ganadería privada en cualquier parte del reino, contra la promesa de mantenerlo a disposición de quien lo solicite para su reproducción, alimentación y manutención. La aprobación de sementales privados y el estímulo para mantener a las yeguas completan el sistema. Poco a poco, el papel de los inspectores de sementales se fue reforzando y los sementales se vieron obligados a aplicar estrictamente instrucciones reales cada vez más coercitivas. Colbert y su sucesor Seignelay centraron primero sus esfuerzos en la producción de caballos carroceros  (cuyo uso es importante) y el mantenimiento de un número correcto de caballos de monta: el "caballo danés" era el más buscado para la tracción, y el Bereber era el más famoso de los caballos de silla de la época.
La cría está especialmente orientada a la calidad de los sementales, no teniendo en cuenta a las yeguas, lo cual era un error. Al contrario de lo que ocurren en Inglaterra, las ganaderías francesas solo contenían sementales. La idea dominante parece ser que al cruzar un semental grande y hermoso con una yegua pequeña, el producto mejoraría porque el semental era dominante. Además, la realeza y los sementales buscar un tipo de caballo, sin razonar desde el punto de vista de las razas, lo que provocó la desaparición de determinadas razas por cruzamiento.  Si las medidas tomadas por las ganaderías proporcionan los medios de control que interesan a la economía local, los conflictos y negociaciones entre el mundo campesino, las industrias y la institución de las ganaderías nacionales no dejaron de existir. No se observó ninguna mejora en los caballos franceses durante el período de Luis XIV, por lo que las importaciones se mantuvieron fuertes, a pesar de los esfuerzos observados: Gaspard Saunier informó sobre intentos de cruzamiento entre caballos extranjeros en Art de la Cavalerie.

#### Principales regiones de cría en elsigloXVII
La cría de caballos se estableció con mayor frecuencia cuando las posibilidades de producción de cereales eran escasas: en la costa atlántica, en las montañas medias y en las zonas pantanosas. Las regiones más famosas por su cría a finales del siglo XVII fueron Boulonnais, Normandía, Poitou, Limousin, Pirineos, Auvernia, Bretaña y France-Comté, con los dos últimos dando lugar a grandes caballos cada año, pero considerados de mala calidad. El obispado de León y el Tréguier vieron el comercio de caballos como una fuente de beneficios. Los nobles se apropiaron de la producción del caballo Limousin, el cual era raro y muy famoso desde el siglo XVII hasta principios del XIX, hasta el punto de ser un objeto de "verdadera veneración". En Poitou, la producción se orientó gradualmente hacia la mula, la cual se convirtió en el objeto de una industria floreciente en la región hasta principios del siglo XX. Desde la época de Enrique IV hasta finales del siglo XVII, el caballo Navarrine, producido en los Pirineos, tuvo una cierta reputación en la caballería ligera. La necesidad de caballos de tropa empujó al reino de Francia a cerrar las fronteras con España a principios del siglo XVIII. Los Pirineos se volcaron luego a la producción de mulas. Franco Condado fue una de las regiones de reproducción que surgieron cerca de los teatros de operaciones militares bajo Luis XIV.
La supremacía de Normandía, en particular de Perche, y el surgimiento de la generalidad de Aleçon, ocurrieron durante el siglo XVIII.

#### Después de Luis XIV

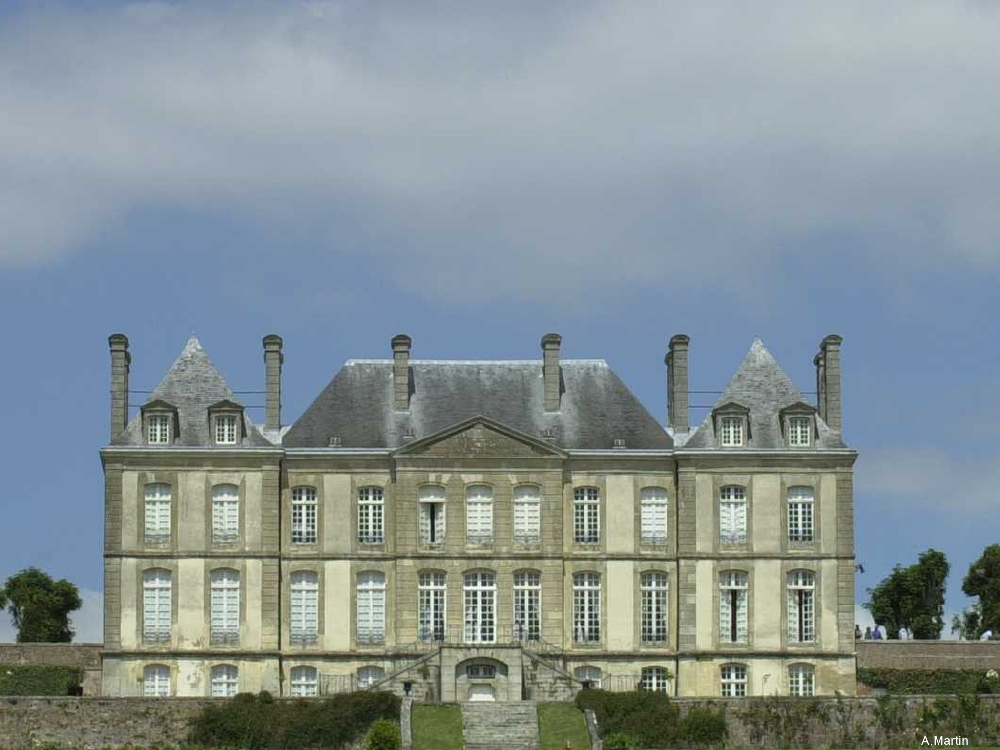
La Yeguada nacional de Pin, apodada como la "Versalles del caballo", siendo esta la más antigua y la más prestigiosa de las sementales reales francesas.

En 1715, la muerte de Luis XIV supuso el fin de su economía de guerra, pero también de su política de persuasión al indicar los tipos de caballos que se producirían. Las granjas, particularmente agotadas, fueron reorganizadas por Pontchartrain y Brancas para ser "concebidas como un todo" en 1717. Ofrecieron una "cuadrícula real del territorio por instituciones centrales que promovieron la cría local, diseñadas como tantos laboratorios de producción de formas particulares y singulares con miras a cruces dosificadas para la confección de un caballo típico". Esta nueva normativa suscitó reflexiones, que a veces se aplicaron estrictamente, para discutir y buscar nuevas soluciones.
Una de las principales medidas de esta reforma fue la construcción de las ganaderías reales, y muy particularmente la de Pin. Allí se cruzaban los sementales reales de "mejoramiento" con las yeguas locales, lo cual fue una costumbre imprescindible durante todo el siglo XVIII. Los especialistas saben que un Purasangre no era una buena elección de caballo de guerra, y que los rústicos bidets de Bretaña, que eran capaces de alimentarse de aulagas, también eran mucho más resistentes a las privaciones y el cansancio del combate que los "hermosos caballos". Los estudiosos como Claude Bourgelat y Buffon defienden el uso de sementales extranjeros en cualquier tipo de yegua de cría y se oponen a la endogamia. Ciertos hippiatras buscaron conciliar "lo bello y lo bueno" en el caballo, ajustando la producción regional a las necesidades del país. De allí tienen su origen los conflictos en el sector ganadero. En 1781, Necker reveló el alto costo del gasto que representaba la cría francesa. Según el mayor general de Bohan, el caballo de caballería francés era "cobarde, triste, flácido y desfigurado" por la mala gestión del reino "dada la elección de padres y madres de los que queremos sacar raza".

#### Principales regiones de cría al final del Antiguo Régimen

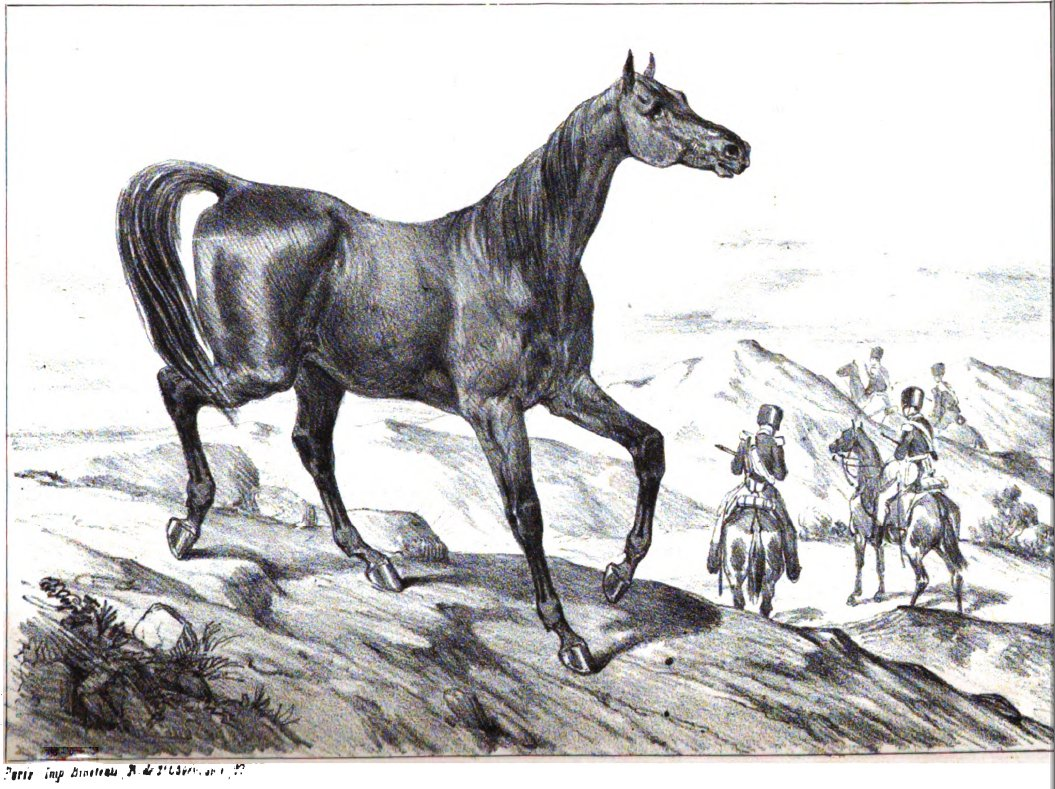
El caballo Lumousin, un tipo de caballo famoso para la monta.

Las principales regiones de cría de caballos de monta franceses antes de la Revolución Francesa son Normandía y Limousin. Para el caballo de trabajo, el inicio de la selección por especialización tuvo lugar a finales del siglo XVII. El país de Caux, particularmente, se obtuvo una gran reputación cuando se eligieron las yeguas para su uso en el arado de la tierra. Las yeguas Boulonnaise conocidas como "mareyeuses" fueron objeto de una "selección por la prueba" debido a su fuerte tracción de trote, lo cual las hacía muy populares hasta principios del siglo XIX. La calidad de los caballos producidos en el país, aun así, siquieron siendo "muy variada". Algunos aristócratas adinerados se propusieron criar caballos caros de lujo, de pura sangre, principalmente para los hipódromos. Para ello, se puede hablar de razas de caballos en el siglo XVIII.

#### Protesta contra los ganaderos y la administración francesa
Se observó una escasez de caballos de guerra debido a la "libertad de reproducción": los criadores campesinos no planeaban mantener un semental real destinado exclusivamente a la reproducción, por lo que continuaban dando a luz a potros con sus sementales locales. La apertura de la ganadería nacional de Pin, entre 1714 y 1728, seguida posteriormente de la ganadería nacional de Pompadour en 1751, tenían como objetivo superar este problema. Por ello, se pusieron en marcha una serie de reformas y se impusieron a cualquier criador, aristócrata o campesino, el uso de un semental real cuyo apareamiento se pagaba para tener derecho a parir potros. El resultado no siempre fue el adecuado para el uso previsto; muy particularmente, entre los agricultores. Estas medidas coercitivas estuvieron acompañadas de trata y corrupción, por lo que se percibieron como injerencias. Además, el tesorero de semental estaba exento del control del tribunal de cuentas. Bajo el Antiguo Régimen, los campesinos fueron considerados como malos criadores, y solo las regulaciones administrativas parecían capaces de garantizar la producción de buenos caballos de guerra. Los sementales se hicieron muy impopulares pero, aunque estos caballos fueron objeto de muchas críticas, otros criticaron al funcionamiento de la administración francesa.

### De la Revolución Francesa al Primer Imperio

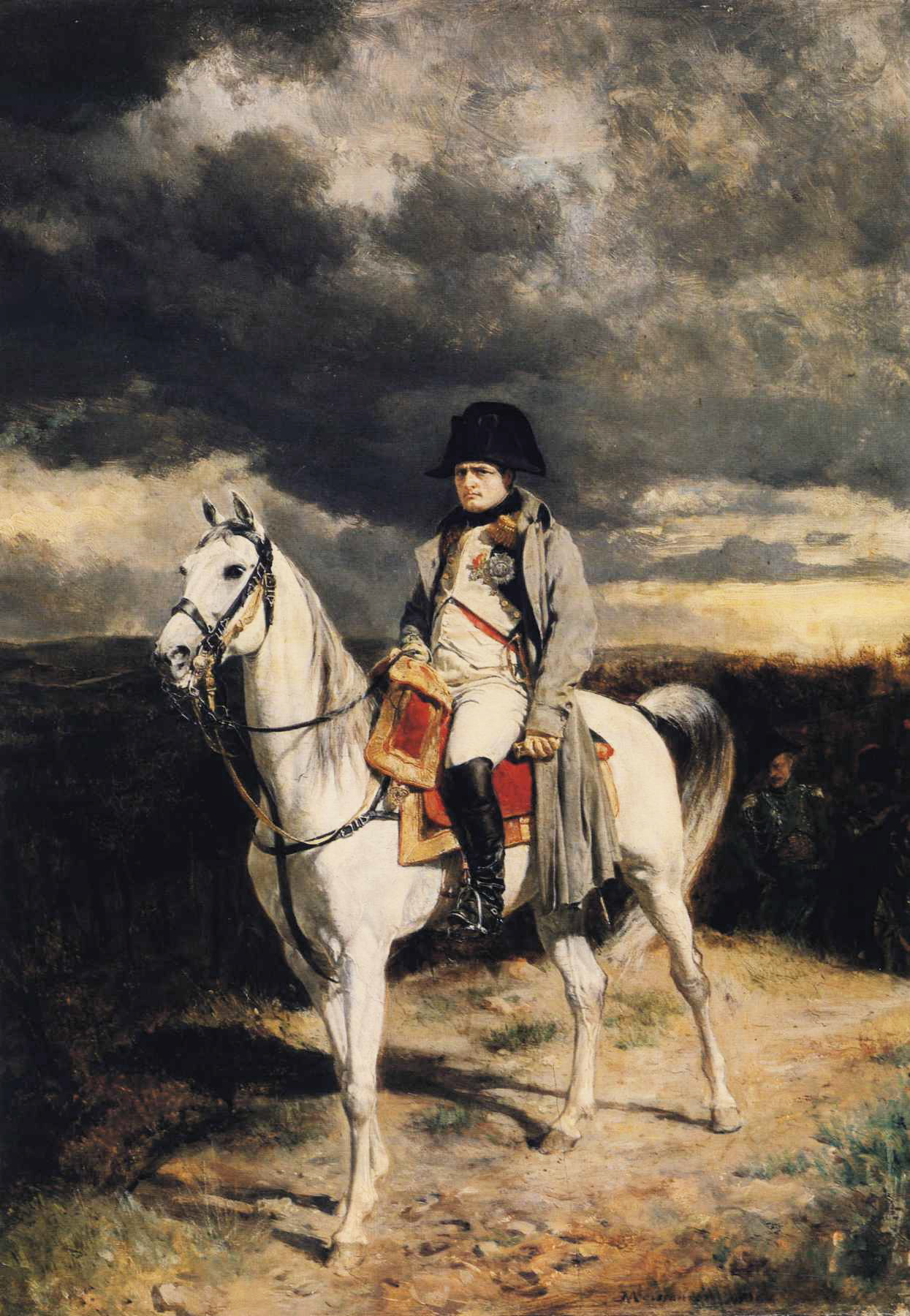
Napoléon I en 1814 por Jean-Louis-Ernest Meissonier: montando un caballo árabe.

La Revolución Francesa vio un nuevo trastorno en al relación con la cría; esta vez en detrimento de la nobleza las ganaderías nacionales fueron acusadas de despotismo y la Asamblea Nacional Constituyente de 1789 las abolió el año siguiente. La caballería, supuestamente dirigida por los nobles, tuvieron que redefinirse y encontrar nuevas formas de obtener caballos, en este caso mediante requisa, embargo, apoderamiento del enemigo y saqueo de las tierras ocupadas. Los sementales "reales" estaban esparcidos por todo el país. Denis Bogros deplora "la emigración de ejecutivos nobles, la demagogia, y la incompetencia de sus reemplazos". El sistema de requisa o incautación también indujeron una nueva relación entre la cría campesina y el mundo militar: al ver con mala vista la incautación de sus caballos de trabajo, e incluso, con un objetivo patriótico, los agricultores a menudo lograron criar solo animales inútiles para los ejércitos.
Napoleón eligió el caballo árabe para su uso personal después de la campaña egipcia. En 1805, luchó por encontrar incluso un centenar de caballos de monta en el territorio francés, porque "en todas partes sólo se criaban caballos de tiro". Por lo tanto restableció las ganaderías en 1806 y las puso bajo la supervisión del Ministerio del Interior. Su llegada al poder coincidió con la locura por el caballo árabe. Jean-Pierre Digard precisó que "después de haber encontrado sus raíces en Inglaterra, la arabomanía ecuestre alcanzó su apogeo en Francia bajo el Primer Imperio". La era napoleónica requería de la cría del caballo árabe, por lo que se realizaron intentos de cruce entre caballos locales franceses y caballos orientales, con diversos grados de éxito. El gran número de requisas de caballos durante las guerras agotó los recursos del país. En 1810, Napoleón reorganizó las carreras militares y eligió sus monturas de caballería ligera en los Pirineos (caballo Navarrin), Auvernia (caballo Auvernia), Lumousin (caballo Lumousin), Morvan (caballo Morvan), Bretaña (Bidet bretón) y en las Ardenas (tipo silla de montar Ardenner). Los dragones y la artillería ligera usaban caballos normandos y de Lorena con dos propósitos. La caballería pesada se abasteció exclusivamente en Alemania. Para Denis Bogros, la cría del caballo militar francés estaba "a nivel cero". El duque de Wellington dijo en agosto de 1815 que la caballería de la Grande Armée era la peor montada de Europa. Fernand Braudel y Jacques Mulliez señalaron que el sistema de reproducción francés no había cambiado desde la Guerra de los Cien Años. El coronel de Brack prefirió el caballo de Auvernia, el caballo de Morvan, el bidet bretón o el caballo Béarn.

#### sigloXIX
La Revolución Francesa, el Imperio y la Restauración asestaron duros golpes a la cría francesa, la cual era considerada "en ruinas": las antiguas razas locales, según los especialistas, estaban "desaparecidas" o "degeneradas" y debían crearse de nuevo, tanto para su uso con el ejército, como para los transportistas y campesinos. La cría del caballo de monta estaba muy ligada a los movimientos individuales antes de la mejora de las carreteras en 1815, lo cual generalizó el uso de equipos de tracción de caballos, requiriendo más carrocería y caballos de tiro. Durante la primera mitad del siglo XX, las razas pesadas a pie y los caballos para trato, y muy en particular los de Caen, tomaron el nombre de "caballo normando" o "caballo francés", siendo estos los más vendidos. Por otas partes, las carreras ya no satisfacían las necesidades, y los caballos para estos usos fueron desapareciendo. El secado de las marismas en varias regiones, por su parte, favorecieron una mejor calidad de la cría. Al mismo tiempo, los caballos de trabajo de acuerdo a su función se seleccionaron , según Jacques Mulliez, de la presencia de animales campesinos utilizados para el cultivo de la tierra. Esta cría selectiva era de excelente calidad, tanto que "el rendimiento de los equipos se duplicó con creces entre 1814 y 1847". Para obtener más caballos de remontaje, una ley fundó quince depósitos de remontaje militares en 1831.
Desde principios de siglo, el debate sobre la raza estaba en el centro de las discusiones de notables criadores, con lo que ellos "querían verificar en la especie equina las reglas de un conocimiento más universal, que les gustaría ver aplicado a la raza humana". Los burgueses querían crear razas y construir genealogías, mientras luchaban contra la "degeneración". También, existía un conflicto entre los partidarios del estado y los liberales.
Este mismo período vio la legalización y promoción de la hipofagia. Sin embargo, esto no afectó directamente en la cría, sino que solo se sacrificaron caballos de desecho. La mejora de las instituciones y el nacimiento de una verdadera industria de razas de caballos, lo cual había resultado en la generación de diferentes cruces, habían marcado el final del siglo. Hasta mediados del siglo XX, la presencia de caballos se mantuvo más fuerte en el norte y oeste del país: Bretaña, Normandía, Norte-Paso de Calais, Picardía y Mosela en particular.

#### El purasangre: una raza imprescindible

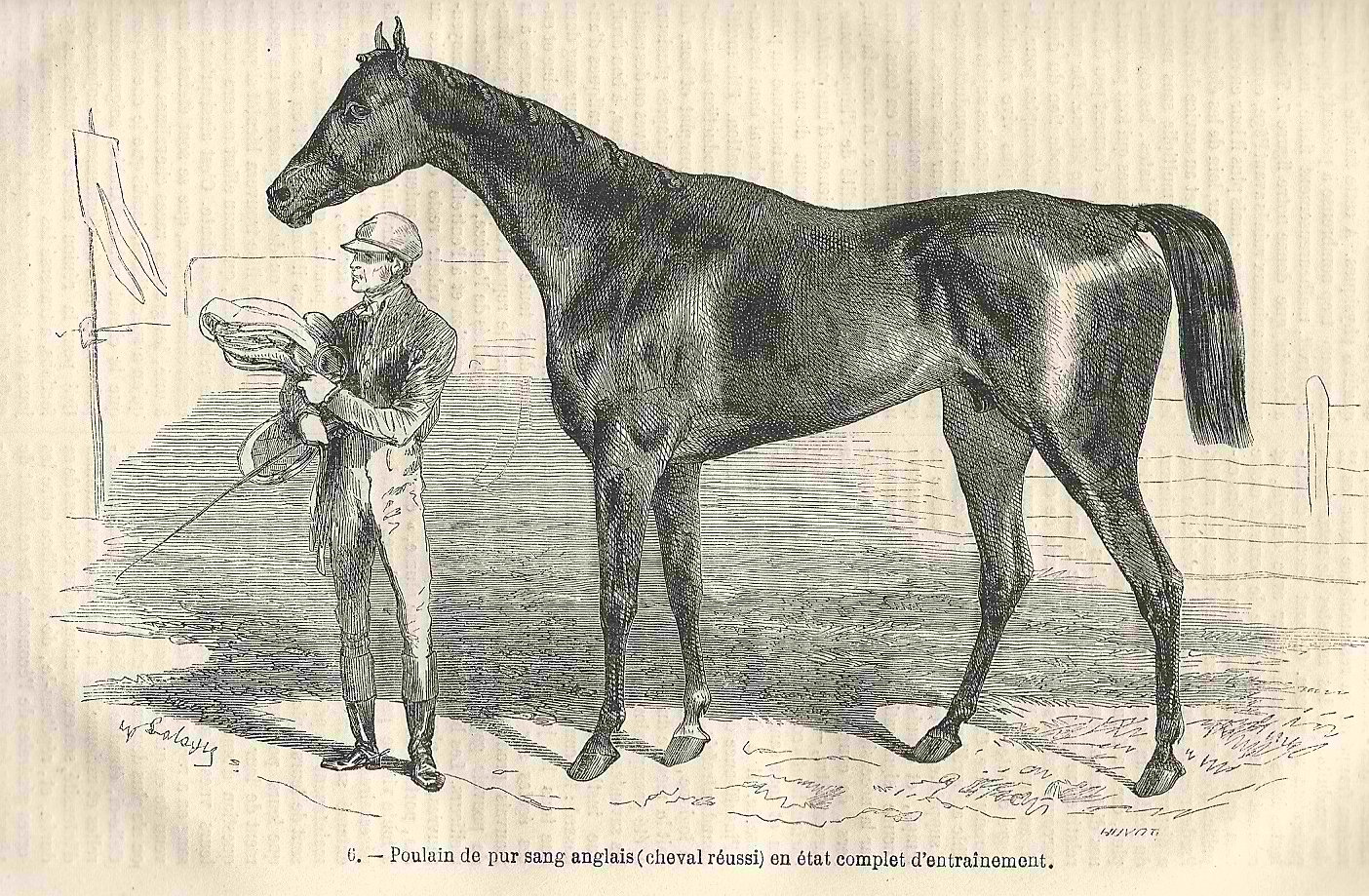
El purasangre en una enciclopedia agrícola de época, siendo considerada la raza de caballo más útil.

La Restauración coincidió con la llegada en vigor del purasangre inglés. Desde finales del siglo XVIII, ha existido una gran rivalidad entre la caballería francesa y el inglés; cada una de las cuales afirmaron ser una nación caballeresca. Los ingleses lograron, durante el siglo siguiente, imponer al purasangre como la raza de caballos más útil en Francia, pero no sus aficiones como la caza del zorro. En los hipódromos, también era buscado como caballo para armas y caza, siendo considerado como superior en el trabajo de la escuela secundaria, tal como lo demostraban varios caballos trabajados François Baucher. Los hombres de finales de siglo lo interpretan como una prueba de que la raza humana "puede constituirse para eliminar los defectos de la degeneración". El pura sangre y el árabe fueron reconocidos como "razas puras" en 1833, siendo establecidos en sus respectivos libros genealógicos.
Todo el siglo XIX fue marcado por el deseo de ver surgir una raza que compitiera con el purasangre. La creación del anglo-árabe es el fruto de esta búsqueda de un "purasangre francés".

#### Desaparición de viejas razas

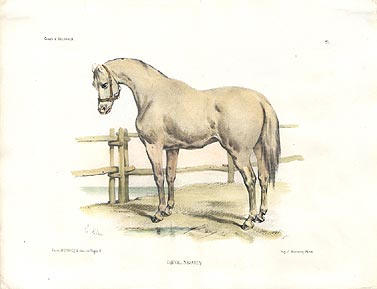
El caballo Navarrín, (aquí representandose en una litografía realzada con acuarela), una raza de monta de gran reputación, pero que desapareció a mediados del.

Muchas razas empezaron a desaparecer, debido a la falta de su uso e interés en criarlas, y entre ellas en particular, los pequeños animales semisalvajes. El caballo Morvan, un bidé rústico para dos propósitos que sobrevivieron al borde del bosque, compitió con los caballos de tiro más poderosos. Al mismo tiempo, el rasgo Picard, derivado del antiguo caballo flamenco, desapareció al igual que el caballo artesiano en favor del más famosos Boulonnais.
El caballo Brennou, el cual era un pequeño animal de los páramos y marismas, dio paso al ganado. El caballo de las Landas también fue abandonado en libertad desde el siglo XVII, desapareciendo en el siglo XIX. El incesante mestizaje con caballos de sangre fue otra causa de la desaparición, como fue el caso del caballo Navarrin (Navarin, Navarrois, Bigourdin o Tarbais), que se criaban principalmente en las llanuras de los Pirineos cerca de Tarbes; así como en Bigorra; en los Altos Pirineos, el cual fue absorbido por cruces con purasangre y árabes, formando así a la raza anglo-árabe.

#### Ley Bocher y el caballo militar

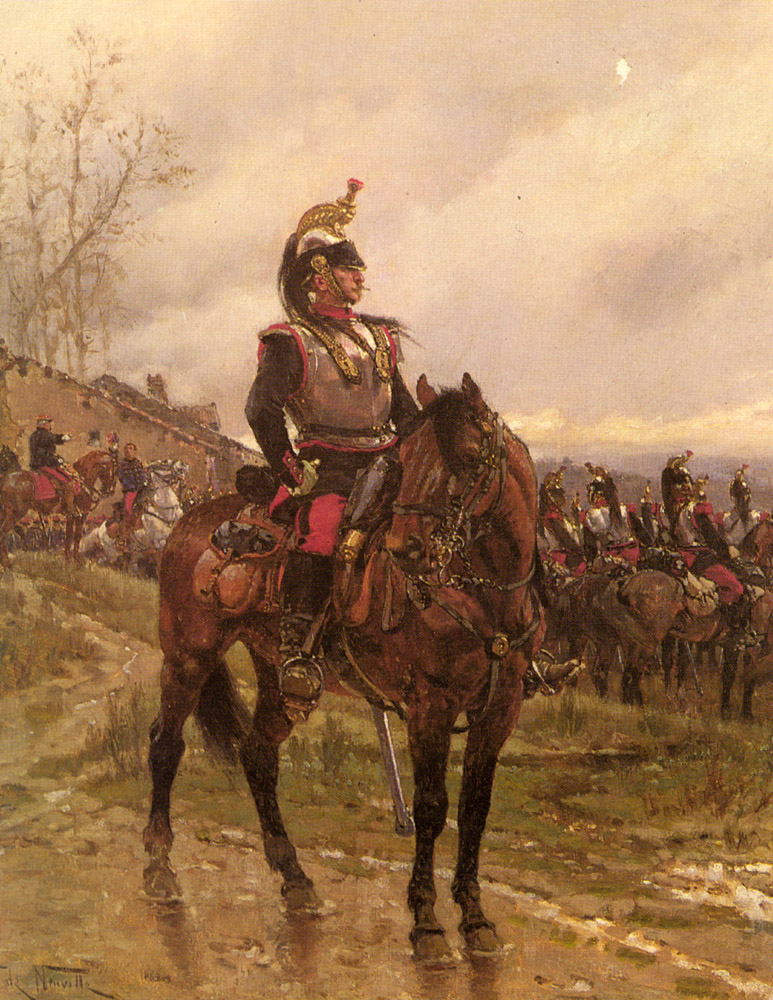
Coracero durante la guerra franco-prusiana, por Alphonse de Neuville.

Según Denis Bogros, los criadores de manitas de cuerpo de caballos engañaron al Estado durante mucho tiempo, al lograr vender sus desechos de cría como rendimientos militares gracias a un poderoso lobby, por lo que difundieron la noción de "caballo con dos propósitos". La conquista de Argelia finalmente permitió obtener una buena remontada militar gracias a los caballos Bereber. Napoleón III los prefirió en todas sus expediciones. Para Denis Bogros, "el caballo del Magreb fue, y seguirá siendo, el mejor caballo de guerra de tropas de la caballería francesa". Esta nueva ola de entusiasmo por los caballos orientales quizás esté relacionada con el éxito de ventas, Les Chevaux du Sahara, publicado en 1851.
En 1870, después de la batalla de Sedán y el fin del Imperio, la cría tomó una forma que no cambió hasta la Primera Guerra Mundial. La ley conocida como "Bocher" o "ley de ganaderías y remontajes" fue aprobada en 1873 e introdujo bonificaciones para los productores en Francia continental, mientras gravaba las importaciones, lo que impedía la compra de caballos del Magreb. Este proteccionismo fue el resultado del deseo de los ganaderos metropolitanos de proteger sus intereses. Su peso económico es tal que influyó negativamente en la eficacia del ejército francés al producir únicamente caballos grandes y robustos, menos resistentes a la fatiga que los bereber y los árabes. El anglo-árabe, producido alrededor de Tarbes, demostró ser más efectivo para el ejército que el anglo-normando. Su libro genealógico se abrió en 1833, como una raza francesa. 
La Société d'encouragement à l'élevage du cheval de guerre français (en español, La Sociedad para el fomento de la cría del caballo de guerra francés) fue fundada en 1898 por el hipólogo Maurice de Gasté, quien dijo sobre este tema: "El criador de hoy no puede hacer caballos de monta. Por esta excelente razón, el semental de monta no existe en Francia". Denis Bogros concluye que "nos llevó tres siglos y medio decidir actuar para producir, en Francia, el caballo necesario para el ejército".

#### Triunfo del mestizo

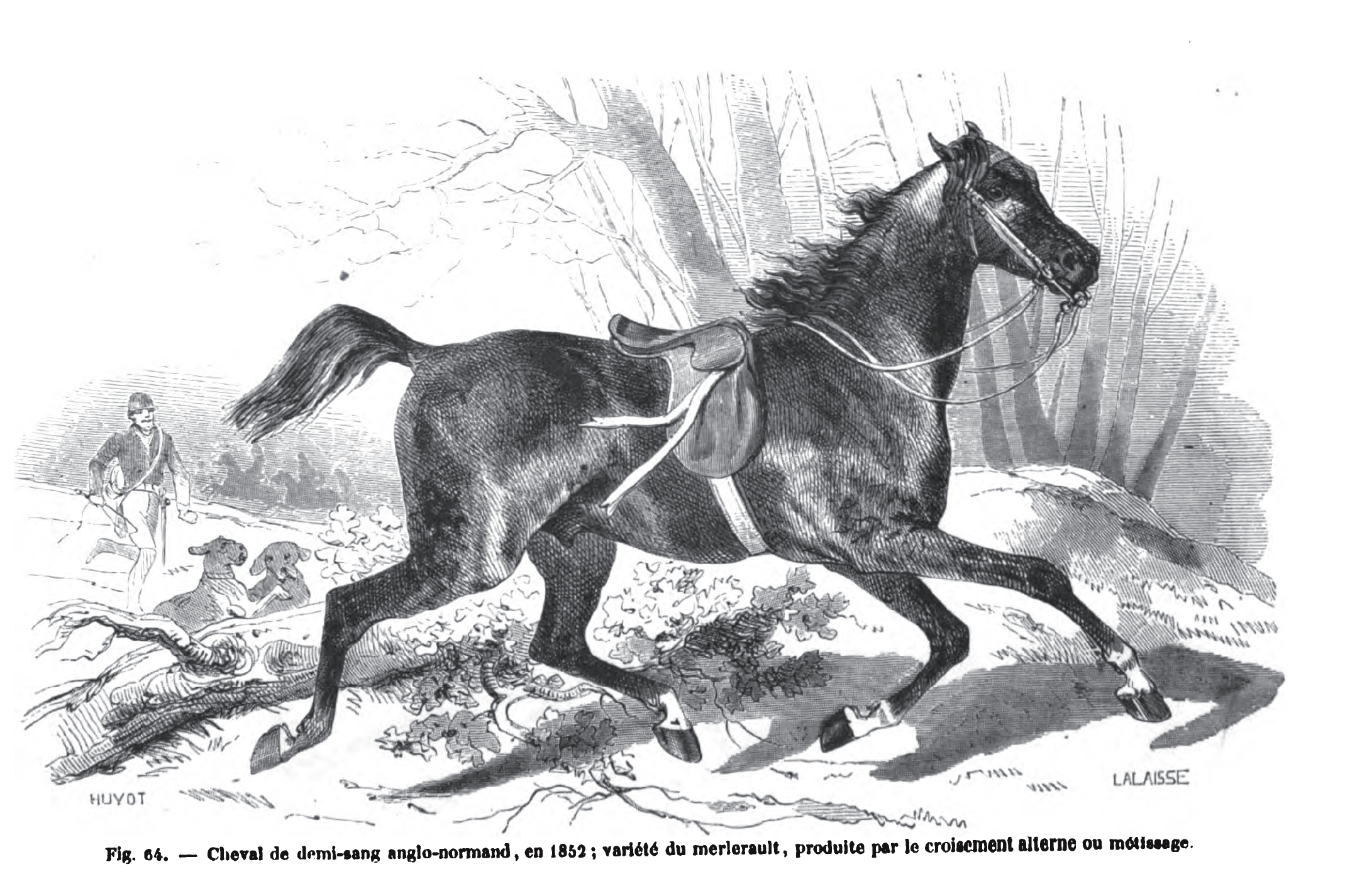
El anglo-normando (aquí la variedad de Merlerault) es el mestizo más famoso

A finales de siglo, aparecieron razas locales a partir de cruces entre yeguas francesas y purasangre. Este tipo de cruza, hecha por una yegua autóctona con una orientación fisicoculturista o militar, y un semental purasangre, fue reconocido en 1914 con el nombre de "mestizo". Los caballos mestizos se crearon en muchas regiones francesas, de las que generalmente tomaron su nombre. Su uso fue principalmente militar, ya que abastecieron a los ascensores franceses, pero también se utilizaron para el acoplamiento. Estos cruces empobrecieron genéticamente a las razas locales francesas, y crearon una convergencia morfológica para todos los mestizos.
Entre estas docenas de "mestizos" existen los anglo-normandos, los anglo-poitevinos, los Charentais, los Charolais, o incluso Vendée. Para Nicle de Blomac, "este siglo XIX terminará en la apoteosis de los mestizos". Estaban de moda entre los notables como caballos de equipo, signo de prestigio y elegancia, pero la llegada del automóvil al mismo tiempo los llevó paulatinamente a su reorientación hacia el deporte.

#### Surgimiento de los caballos de tiro
Si bien la tracción bovina ha sido favorecida durante mucho tiempo por los agricultores, e incluso los monarcas, la Revolución Industrial generó enormes necesidades de animales de tracción que fueran potentes y rápidos en todos los países industrializados (incluida Francia) para mover cargas y máquinas cada vez más pesadas. Como los bueyes son lentos, los caballos son, de década en década, objeto de una cría selectiva con el objetivo de aumentar su fuerza de tracción sin perderles vivacidad. Se favorece a los caballos con un modelo pesado porque, a diferencia de Estados Unidos donde el inmenso tamaño de los campos permitió crear equipos de quince o más caballos, en Francia es necesario poder obtener un máximo de potencia con un mínimo de animales; en especial, para satisfacer las necesidades de los productores de granos en Vexin, Beauce y Brie. La aparición de los caballos Boulonnais sucedió cerca de Boulogne-sur-Mer, en Vimeu y en la Alta Normandía, la cual precedió a la de los Percherones del condado de Perche. 
La cría del caballo de tiro se organizó principalmente desde mediados del siglo XIX hasta principios del siglo XX, bajo el liderazgo de las ganaderías nacionales que propusieron la idea de los primeros libros genealógicos, o registros de cría de razas. Esto permitieron el reconocimiento oficial de las primeras razas de caballos francesas: el Nivernais en 1880, el Percherón en 1883, el Poitevin mulassier en 1884 y el Boulonnais en 1886. Estos animales son preciosos auxiliares para una multitud de trabajos, no sólo en agricultura, pero también para todo tipo de transporte (ómnibus, diligencias, tranvías, acarreos, vagones mineros, etc.). La cría floreció y los caballos de tiro franceses compitieron con las razas británicas en la escena internacional. La estandarización de estas razas, que tienden todas hacia el animal poderoso y grande, con el pelaje oscuro (el negro, en particular era muy popular).

De todas estas razas de reclutamiento emergentes, la raza Percherón es sin duda la más famosa: 
"La raza Percheron es la que goza de mayor consideración en Europa e incluso en todo el mundo. Ha difundido la fama de la pequeña provincia francesa por todo el mundo [...]. Esta reputación solo se puede comparar con la del caballo inglés."

- Declaración de André Sanson en 1883

#### sigloXXysigloXXI
El siglo XX corresponde a una transición sumamente importante en el mundo de la cría equina. A principios de siglo, el animal conservaba un papel utilitario y militar, y en 1906, la caballería francesa buscaba al menos 5,000 caballos de monta por año. Antes de la Primera Guerra Mundial, se organizaron muchas competiciones galardonadas para caballos de monta jóvenes; la mayoría de las compras correspondían a anglo-normandos, alrededor del 40% eran anglo-árabes. En 1913, la población de caballos en el territorio francés alcanzó su punto máximo, con 3,222,080 caballos.
Con el progreso, el caballo se convirtió casi exclusivamente en un animal para el deporte y el ocio, lo cual correspondió a un cambio en la utilidad social de esta especie. Por lo tanto, sus números disminuyeron regularmente, tanto para el caballo de tiro como para el caballo de monta, los cuales era cada vez menos utilizados por el ejército (en particular, después de la Primera Guerra Mundial). Contrariamente a la creencia popular, el fin de los caballos utilitarios siguió siendo un fenómeno muy progresivo, el cual se extendió desde finales del siglo XIX hasta la década de 1970. El caballo agrícola siguió siendo esencial hasta la década de 1950, para lo cual el transporte de personas y de mercancía fueron actividades donde fue ampliamente utilizado hasta la década de 1930. Se alcanzó un umbral mínimo en 1995, y desde entonces, se ha aumentado el número de caballos en Francia vinculados a nuevos usos.
| Tipos de caballos                                             | Número estimado en 1950 |
| ------------------------------------------------------------- | ----------------------- |
| Ardenner y razas derivadas tipo Auxois y rasgo del norte      | 500 000                 |
| Percherón y raazas derivadas de tipo rasgo de Maine y Augeron | 500 000                 |
| Bretón                                                        | 370 000                 |
| Boulonnais                                                    | 140 000                 |
| Anglo-normando y otros mestizos                               | 60 000                  |
| Comtois                                                       | 15 000                  |
| Poitevin mulassier                                            | 12 000                  |
| Árabes y mestizos árabes                                      | 11 000                  |
| Purasangre                                                    | 8000                    |
| Trotón francés                                                | 6000                    |
| Poni landas                                                   | 600                     |
| Caballo de Merens (Ariège)                                    | 500                     |
| Produits de croisements et autres                             | 800 000                 |
| Total                                                         | 2 420 000               |

#### Nuevas razas de tiro reconocidas y el fin del caballo culturista
Las nuevas razas de tiro francesas destinadas al trabajo agrícola estaban dejando su huella en un mercado que estaba en crecimiento: los Ardenner (reconocidos en 1908) y sus razas derivadas, los Auxois (reconocidos en 1913) y los Trait du Nord (reconocidos en 1903), seguidos luego del Comtois (reconocido en 1919) y el Bretón (reconocido en 1909); siendo estos dos últimos caballos pequeños y rústicos "llenos de jugo", los que representaban las riquezas de las pequeñas fincas. La década 1900-1910 resultó ser la última de la Edad de Oro de los caballos de tracción para el transporte, en la cual su número aumentó en 500.000 cabezas. Un primer signo de decadencia fue la motorización de la Compagnie Générale des Omnibus de Paris en 1913, quienes enviaron a miles de Percherones a la carnicería para invertir principalmente en máquinas. En solo cincuenta años, la cantidad de caballos de tiro franceses se había reducido a casi nada. Las razas de tiro se reorientaron, para las que aún no lo estaban, hacia el trabajo agrícola, donde la motorización demostró tener una transición mucho más lenta y permitió a los criadores vivir un período relativamente próspero hasta la década de 1950.

#### Fin de los caballos utilitarios
La cría de caballos con características agrícolas comenzó a a declinar antes de la Segunda Guerra Mundial, ya que este animal empezaba a perder todas sus funciones históricas de trabajo tras la llegada del tractor.

#### Resistencia de los criadores franceses
Al contrario de lo que se suele creer, los criadores de caballos, quienes a veces pertenecían a verdaderas dinastías familiares, no observaron la desaparición de su mercado sin hacer nada al respecto. Estos realizaron una intensa propaganda, dirigida particularmente al ejército, para que estos siguieran comprándoles caballos, a pesar de que esta unidad militar había quedado obsoleta. Al mismo tiempo, los fabricantes de vehículos de motor se mantuvieron discretos sobre sus productos, debido a las dificultades que tenían para obtener rápidamente materiales de fabricación, y para satisfacer una demanda que cada vez era mayor. Durante la Segunda Guerra Mundial, el caballo (en particular el caballo de monta) fue pocamente utilizado por los ejércitos, ya que demostró sus límites frente a los vehículos motorizados. Por otro lado, debido a la requisición de todas las existencias de combustible disponibles, el caballo de tiro siguió siendo esencial para el transporte así como para el trabajo en el campo. Debido a esto, el caballo tuvo una gran demanda hasta la rendición de los alemanes en 1945.